# Teleregény
A teleregény vagy telenovella (a spanyol telenovela magyarosítása, amelynek összetevői a tele ’tévé’ és novela ’regény’) Latin-Amerikában a 20. század második felében kialakult, eredetileg spanyol és portugál nyelven sugárzott televízióssorozat-műfaj, amely később az egész világon elterjedt és népszerűvé vált. Hasonló műfaj Québecben a téléromance.
Magyarországon a Szomszédok nevezte magát teleregénynek, valójában ez a szappanopera műfajához áll közelebb.

## Telenovella és szappanopera
Bár e két fogalom két különböző műfajt takar, gyakran összekeverik őket.
A telenovellát főként az különbözteti meg az amerikai szappanopera műfajától, hogy míg az utóbbi több száz, egymással nem feltétlenül szorosan összefüggő epizódból áll, addig a latin telenovella viszonylag rövid: korlátozott számú, legfeljebb 100–150 (ritkábban 150–200) egymáshoz történetileg szorosan kapcsolódó – „folytatásos” – részből áll. A másik fő különbség, hogy a szappanopera terminológiát az angolszász családi jellegű televíziós sorozatokra alkalmazzák, míg a telenovellán eredetileg a spanyol vagy portugál nyelven sugárzott televíziós sorozatokat értik.
További különbségek a szappanopera és a telenovella között
- a telenovella cselekményét regényszerűen építik föl: az első néhány rész általában olyan események sorozatát mutatja be, amelyek néhány év múlva kihatással lesznek a főbb szereplők életére. Az első szakaszban az alapvető konfliktusokat és a főbb szereplők jellemét mutatják be. A középső, hosszú etapban bonyolódnak a cselekmények (sőt, gyakran a nézettségtől függően bizonyos történetszálakat elvarrnak már ebben a szakaszban, vagy az eredeti terveket felrúgva megmásítják őket). A harmadik, végső szakaszra a sorozat a csúcspontjához érkezik (ez a lezáró 15–20 rész, általában a sorozatot sugárzó cégek ezt últimos capítulos felhívással a telenovella promóiban erősen kihangsúlyozzák, és gyakran nézettségemelkedés is várható): titkokra derül fény, drámai események következnek be, s végül az utolsó részben a két főhős egymásra találásával (általában esküvőjével) le is zárul a történet.
- a telenovella játszódhat más korban is (Megveszem ezt a nőt!, Corazón salvaje, Rabszolgasors, La antorcha encendida, Titkok szállodája), míg a szappanopera cselekménye általában modern környezetben bonyolódik.
- a telenovellákban gyakoriak az időbeli ugrások: ha a történet egy szakasza lezárul, utána akár több hónapos, több éves, vagy akár több évtizedes ugrások is tapasztalhatóak (például: a Maria la del Barrio című sorozatban a sorozat második szakasz az első etap után 15 évvel játszódik)
- a telenovella alapulhat irodalmi regényeken is. Vagy világhírű regények egyes motívumait építik be (ez történt a Megveszem ezt a nőt! esetében is, ebben Alexander Dumás Monte Cristo grófja regényének egyes eseményeit alkalmazták), vagy – főleg Latin-Amerikában – a helyi kortárs írók műveit is felhasználhatják (például: Caridad Bravo Adams – Corazón Salvaje; Arturo Moya Grau – Colorina/Salomé; Gloria Pérez – India, álmok útján stb.).

A teleregény magyar szóalkotás, és főként hazai tévésorozatokat értenek alatta (lásd: Szomszédok, Életképek stb.), melyek műfaja többé-kevésbé analóg az amerikai szappanoperáéval.

## A teleregények jellemzői, alfajai
Alapvetően kétféle teleregény-típust különböztetünk meg: az egyik a klasszikus teleregény, más néven „rózsaregény” (novela rosa), a másik pedig a modern teleregény.
A klasszikus teleregény mindig egy fiktív (gyakran abszurd), erős érzelmi töltetű romantikus történetet elevenít meg mély – sokszor eltúlzott – drámai elemekkel (innen ered a melodráma megnevezés is, amivel sokszor illetik őket, a görög melosz ’dal’ és dráma szavakból). A történet több egyszerű szálon fut. A főszereplő általában egy nyomorban élő gyönyörű ifjú hölgy, aki beleszeret egy, az elit társadalmi osztályból való férfibe: ezzel indul a történet kibontakozása, amikor is kialakulnak a drámai ellentétek a két réteg között. A történet egyszerű, érthető, és majdnem mindig rózsás a vége, vagyis az ellentétekből adódó problémák megoldódnak, a pozitív hősök megtalálják a közös boldogságot, míg a negatív szereplők megkapják a megérdemelt büntetésüket.
A modern teleregények sokkal inkább az amerikai televíziós sorozatokhoz hasonlítanak, általában szereplőik fiatalok. Nincsenek túlzott drámai momentumok és gazdag–szegény szembenállás, így ezek a fajta sorozatok sokkal inkább elfogadottabbak más társadalmakban, mint a klasszikusak (Mexikóban ezeket telenovella realista, azaz „realista telenovella” néven emlegetik.)
Egyik legfőbb jellemzője mindkét fajta teleregénynek, hogy általában a hét minden napján sugározzák őket (Mexikóban hétfőtől péntekig heti öt rész, Brazíliában hétfőtől szombatig heti hat rész), és a forgatásuk többé-kevésbé egybeesik a vetítésükkel: gyakran amit egyik nap leforgatnak, másnap vagy még aznap este sugározzák a televízióban. Éppen ezért a telenovella szinte futószalagon gyártott műfaj. Mivel a színészeknek rendkívüli fizikai és szellemi megterhelést jelent, gyakran ügyes trükköket alkalmaznak a forgatásukkor: ilyen például, hogy a színészek egyik fülébe nem látható módon apró hallgatót helyeznek, amelyen keresztül a rendezők folyamatosan mondják a szerep szerinti szöveget, hogy ne kelljen az egész forgatókönyvet fejből megtanulniuk. Mindazonáltal a forgatások igen kimerítőek, sokszor a kora reggeli óráktól késő estig is eltarthatnak, hogy másnap levetíthessék az adott epizódot.

### A teleregények egyéb altípusai
- ifjúsági teleregény (telenovela juvenil): tinédzsereknek szóló történetek (például Soñadoras, Szívek iskolája, Soy Luna)
- gyermektelenovella (például: A körhinta, Hajrá, skacok!)
- humoros teleregény: helyzetkomikummal (a szituációs komédiasorozatokból kölcsönvett elemekkel) tarkítják a telenovellát (pl. Betty, a csúnya lány; Édes dundi Valentina)
- kosztümös teleregény (novela de época): más korokban (gyakorta a 19. század végén) játszódó romantikus történetek (pl. A szerelem jogán; A kisasszony; Zorro; Luz María stb.), ezekben gyakorta hitelesen közelítik meg a kor társadalmi változásait, problémáit.
- ranchero teleregények (novela ranchera, novela campirana): a sorozat Latin-Amerika vidékein játszódik, a cselekményszálak többsége egy behatárolt közösségben (birtokon) bonyolódik,  (pl. A pampák királya, Bűnös vágyak, Julieta).
- teleregény "villagonistával" a középpontban: a sorozat főhőse nem ártatlan lélek, hovatovább ő maga a történet főgonosza, spanyolul "villagonistája" (villana + protagonista = ellenség + főhős). (pl. Rubi, Teresa, A bosszú angyala, Csajok, szilikon, ez lesz a Paradicsom!).
- narkónovella (narconovela): olyan modern teleregény, amelynek középpontjában a szervezett bűnözés, kábítószer-csempészet, prostitúció, egyéb bűnesetek állnak. Általában az amerikai Telemundo és a kolumbiai tévétársaságok gyártják őket (pl. Dél királynője, Rosario Tijeras).
- sokfőhősös teleregény (multiestelar): a sorozatnak nincs egy központi szerelmespárja, több egyenrangú nő és/vagy férfi főhős van. (pl. Sonadoras, Szeretők és riválisok, Para volver a amar.)
- realista teleregény (novela realista): a rózsanovellákkal szándékoltan szembehelyezkedve a klasszikus telenovellás eszközkészlettel (szerelmi háromszögek, drámai szituációk) igyekszik bemutatni mindennapi emberek életét és aktuális problémáit. A műfaj jellemzően Venezuelában (Cosita rica, Ciudad bendita, Amantes de luna llena), Brazíliában (Duas caras) és Kolumbiában (Csajok, szilikon... ez lesz a Paradicsom, El último matrimonio feliz) honos.
- anyasági melodráma (melodrama maternal): a széria főhőse egy érettebb korú édesanya, a történetszálak az anya-gyermek kapcsolatra fókuszálnak (pl. Könnyek királynője, Victoria, Sebzett szívek).
- remake-ek (feldolgozások): egy korábban készült vagy másik ország által forgatott történetet dolgoznak fel. Egyes esetekben a cselekmény jobbára hű marad az eredeti verzióhoz (például La venganza / Marimar; Esmeralda), más esetekben hatalmas differencia van az eredeti és a feldolgozott széria között (Estafa de Amor / Julieta; María Mercedes / A liliomlány; A vipera / Időtlen szerelem). Előfordulhat, hogy egy történet több szakaszból álló evolúción megy keresztül: az egyszerű történetet többször alkalmazták televízióra, az egyes adaptáló írók sajátos momentumokat adnak hozzá a cselekményhez, és a legújabb verzió az előző megfilmesítések összes adalékát magával hozza (például: Inés Rodena Doménica Montero című rádiónovelláját ugyanezen a címen televízióra alkalmazta Caridad Bravo Adams 1978-ban a mexikói Televisán, majd 1995-ben ezeket a változtatásokat María del Carmen Peña beleépítette az akkori adaptációba, a La dueña című telenovelába; az új, 2010-es A csábítás földjén (Riválisok) forgatókönyvírója, Kari Fajer is hozzátett a cselekményhez az előző verziók változtatásainak felhasználásával).
- fúziós vagy hibrid novellák: kettő vagy több történet (irodalmi mű vagy telenovella) egyesítésével készült telenovella. Az ilyen szériákban a felhasznált történetek hasonló karaktereit egyesíthetik. Két típusa létezik:

1. az új teleregényben a kettő vagy több sztorit nem vegyítik az első résztől fogva, hanem a sorozat első és második fele egy-egy régebbi sorozat cselekményét öleli fel. (Például María la del Barrio: a széria első fele Inés Rodena Los ricos también lloran művén, a második fele az írónő Cuando se regala un hijo művén alapszik; vagy: Maricruz: a teleregény első fele a Marimaréval közel azonos, ám az utolsó néhány tíz rész a Julio Porter argentin író "La Recogida" című művén alapszik. Ezzel a módszerrel akkor élnek a készítők, amikor a teleregényt sugárzó társaság meghosszabbíttatja a sorozatot: az eredeti cselekmény "elfogy", kifut, azonban a tervezettnél több epizódszámot ki kell tölteni történésekkel.
2. a teleregény fő cselekménye nagyban követi az eredeti sorozatét (regényét), de cselekményszálakat és szereplőket emelnek át más sorozat(ok)ból is, s ezeket a széria kezdete óta tudatosan vegyítik. (Például: Mundo de Fieras – Televisa, 2006. Itt a sztori váza követi az eredeti venezuelai verziót, de egyes elemeket a Rolando Rivas, taxista című argentin sorozatból, másokat az 1988-as Pasión y poder című mexikói teleregényből építettek be; vagy: Vad szív (Corazón Salvaje, 2009/2010: Corazón Salvaje, Caridad Bravo Adams regénye + Megveszem ezt a nőt! – Televisa, 1989 - itt a Corazón Salvaje regény főszereplő négyesét és egy másik figurát kiemeltek a regényből a történeteikkel együtt, az összes többi karakter és cselekményszál a Megveszem ezt a nőt!-ből való.) Erre az eljárásra az ad indokot, hogy a régi, feldolgozásra kerülő teleregények zöme kevesebb szereplővel, egyszerűbb történettel, alacsonyabb epizódszámmal bírt, a modernebbek azonban nem ritkán túlnyúlnak a 150. részen is.

## A telenovellák társadalmi megítélése
A klasszikus telenovellák társadalmi megítélése változó, és függ az adott ország kultúrájától, szokásaitól. Latin-Amerikában – és általában a déli, illetve a délkelet-ázsiai országokban – szórakoztatónak és kikapcsolónak tartják őket a mindennapi élet gondjai mellett, és még a legszegényebb családoknak is van műholdvevős televíziója, hogy követni tudják a történeteket. Tehát jellemzően a fejlődő országokban a népesség nagyobb arányban kedveli a telenovellákat, mint a fejlettebb ipari országokban, legfőképpen Európában (kivétel Spanyolország és Olaszország), ahol többnyire becsmérlően vélekednek róluk, s a valóságtól túlzottan elrugaszkodott, igénytelen, „bugyuta” műfajnak tartják őket.
Magyarországon megosztó a műfaj, mivel sokan lealacsonyítják, azonban számos latin-amerikai és török telenovella/sorozat örvendett vagy örvend nagy népszerűségnek.

## Jelentősebb telenovella-készítő országok
Telenovellákat először Brazíliában, Kubában és Mexikóban kezdtek el gyártani az 1950-es években. Az elsők között szerepelt a brazil Sua vida me pertenece („Az életed hozzám tartozik”), a kubai Senderos de amor („A szerelem ösvényei”), valamint az Ángeles de la calle („Az utca angyalai”) Mexikóból. Az első valódi klasszikus telenovella azonban, amit már a hét minden napján sugároztak, Fernanda Villelitől a Senda prohibida („Tiltott ösvény”) volt 1957–1958-ban Mexikóban. Szintén Mexikóból származik az első olyan telenovella, amelyet több országban (többek között az Amerikai Egyesült Államokban, Oroszországban, Kínában) is levetítettek: az 1978-as Los ricos también lloran („A gazdagok is sírnak”). Napjainkban a legfontosabb telenovella exportőr országok: Mexikó (Televisa, TV Azteca), Amerikai Egyesült Államok (spanyol ajkúaknak sugárzó csatornák: Telemundo, Univision), Brazília (Rede Globo, SBT) Argentína (Telefe, Cris Morena Group, Pol-ka), Venezuela (RCTV, Venevisión), Kolumbia (Caracol, RCN), Peru, Chile és Törökország.
Bár a telenovella Latin-Amerikából származik, ma már nem kizárólag Latin-Amerikában készítik: a műfajt honosították az Egyesült Államokban (több angol nyelvű telenovellát is készített a 21th Century Fox, pl. Passion), Európában (pl. a LaLola vagy a Betty, a csúnya lány remake-jei Európa különböző országaiban), a Fülöp-szigeteken (a Marimar, Rosalinda, Rubí adaptációi), Indiában (a Vad angyal remake-je), Kínában és Vietnamban is.

## Latin női sztárok telenovella-szerepekben
Thalía – énekesnő, a mexikóiak „telenovella-királynője”
- Pobre señorita Limantour („Szegény Limantour kisasszony”, 1987)
- Quinceañera („A tizenöt éves lány”, 1988)
- Luz y sombra („Fény és árnyék”, 1989)
- María Mercedes (1992)
- Marimar (1994)
- María la del barrio („María”, 1996)
- Rosalinda (1999)

Shakira – énekesnő
- El oasis („Az oázis”, 1996)

Paulina Rubio – énekesnő
- Pasión y poder („Szenvedély és hatalom”, 1988)
- Baila conmigo („Táncolj velem”, 1992)
- Pobre niña rica („Szegény gazdag lány”, 1995)

Salma Hayek – színésznő
- Un nuevo amanecer („Egy új reggel”, 1988)
- Teresa (1989)
- El vuelo del águila („A sas röpte”, 1996)

## A 10 legkedveltebb telenovella Magyarországon (2007)
Az Origo még 2007-ben megszavaztatta olvasóit, hogy szerintük melyik a tíz legkedveltebb telenovella Magyarországon. Az eredmény a következő:
1. Paula és Paulina
2. A pampák királya
3. Rabszolgasors
4. Rosalinda
5. Esmeralda
6. Marimar
7. Soñadoras – Szerelmes álmodozók
8. Betty, a csúnya lány
9. Édes dundi Valentina
10. Vad angyal